# St. Nikolaus (Reichling)

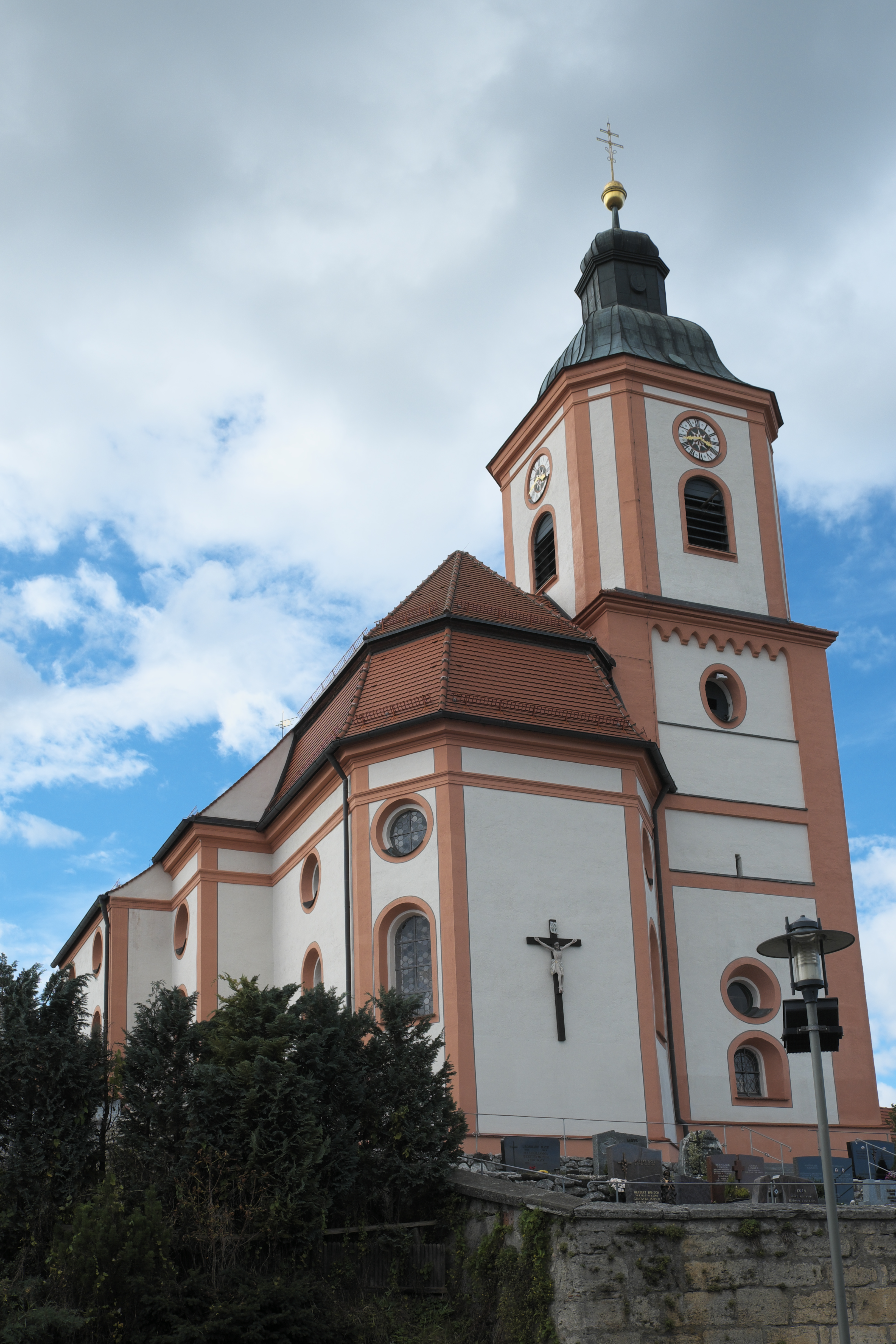
Pfarrkirche St. Nikolaus

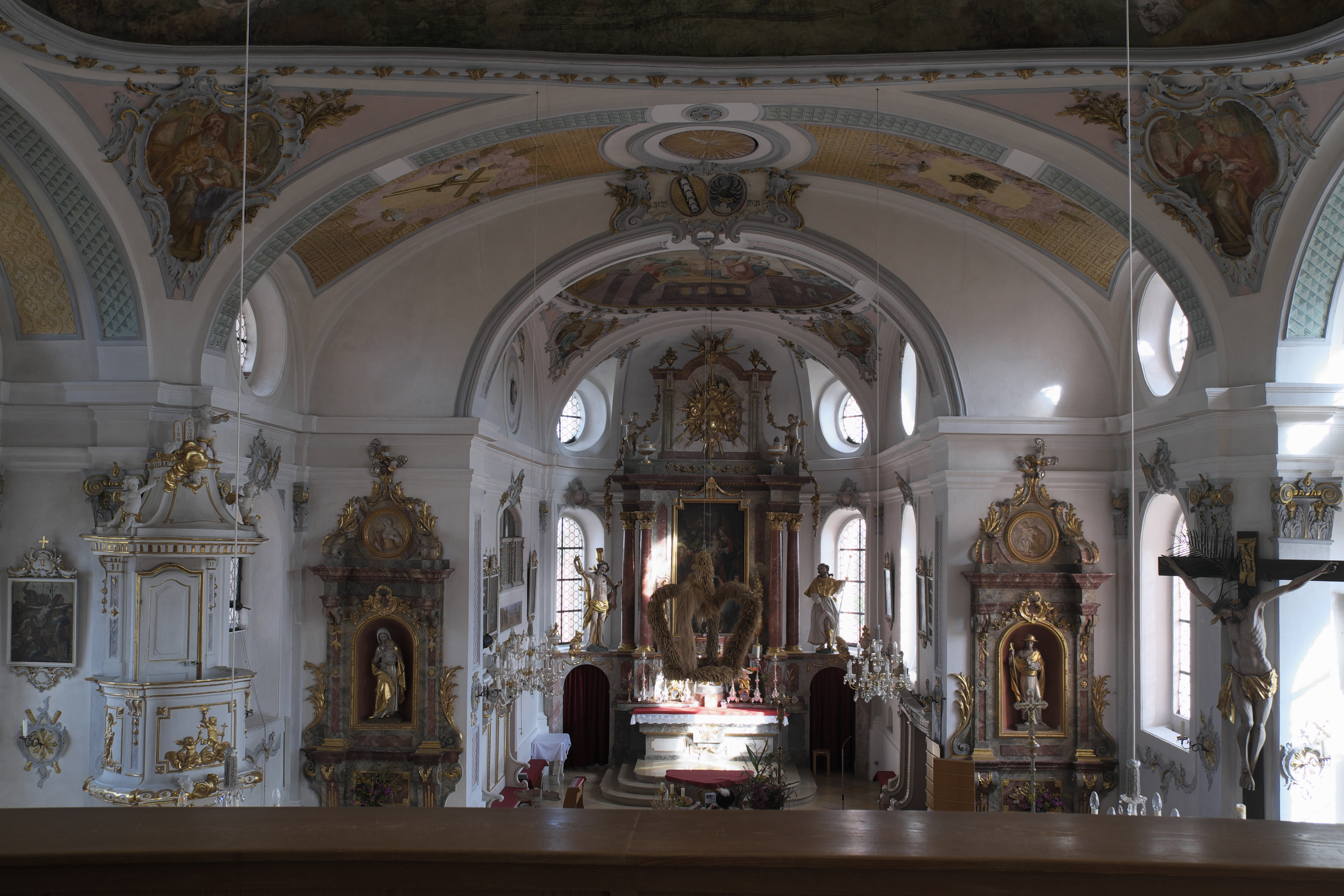
Innenraum

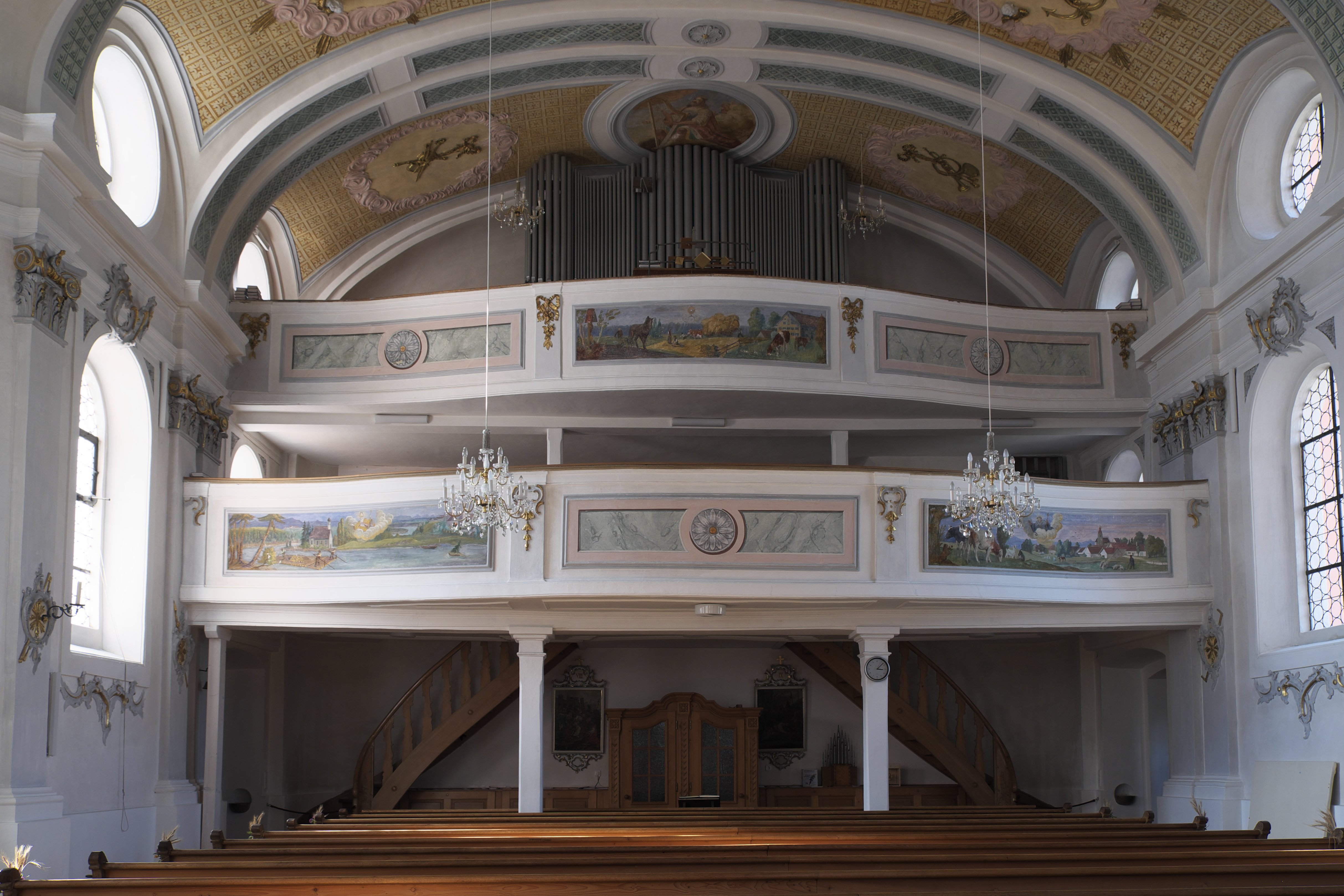
Empore mit alter Orgel (bis 2019)

Die katholische Pfarrkirche St. Nikolaus in Reichling, einer Gemeinde im  oberbayerischen Landkreis Landsberg am Lech, ist ein frühklassizistischer Kirchenbau, der im 18. Jahrhundert an der Stelle einer Chorturmanlage aus dem 14. Jahrhundert errichtet wurde. Die erhöht über dem Ort liegende Kirche ist dem heiligen Nikolaus von Myra geweiht. Sie ist ein geschütztes Baudenkmal.

## Geschichte
Im Jahr 1173 ist ein erster Pfarrer in Reichling belegt. Zu dieser Zeit hatten die bayerischen Herzöge das Patronatsrecht inne. 1551 schenkte Herzog Albrecht V. die Pfarrei dem Augustiner-Chorherrenstift Bernried am Starnberger See. Die heutige Kirche wurde 1779/80 nach Plänen des Münchner Maurermeisters Franz Anton Kirchgrabner errichtet. Der frühere Chorturm wurde in den Neubau einbezogen und um das Glockengeschoss erhöht.

## Architektur

### Außenbau
Das Langhaus wird von einem nach Westen abgewalmten Satteldach, der Chor von einem Mansarddach gedeckt. Unter dem Dachansatz verläuft ein profiliertes Gesims. Das dritte und das vierte Joch sind querhausartig erweitert. Die Außenwände gliedern doppelte Fensterreihen mit Rundbogenfenstern und darüberliegenden Rundfenstern. Die Ecklisenen sind aufgemalt. Die Eingänge befinden sich an der Nord- und Südseite und sind in Vorzeichen integriert.
Der noch aus gotischer Zeit stammende rechteckige Turmunterbau wird durch Blendfelder gegliedert, in die rundbogige, runde und ovale Fenster eingeschnitten sind und die oben ein Spitzbogenfries abschließt. Der quadratische, an den Ecken abgeschrägte Aufbau wird von einer Welschen Haube bekrönt.

### Innenraum
Das vierjochige Langhaus wird von einer querovalen Flachkuppel gedeckt. Zum eingezogenen, halbrund geschlossenen Chor leitet ein runder Chorbogen über. Die Decke des Chors täuscht eine Kuppel vor. Den westlichen Abschluss des Langhauses bildet eine auf Stützpfeilern aufliegende Doppelempore mit vorschwingender Brüstung. Die Wände werden durch Pilaster mit korinthisierenden Kapitellen gegliedert. Ein umlaufendes Gebälk verbindet Langhaus und Chor.

## Stuck
Der Wessobrunner Stuck im Stil des späten Rokoko ist farbig gefasst und teilweise vergoldet. Am Chorbogen prangt das Wappen des Bernrieder Propstes Benno Proske, des Bauherrn der Kirche, mit der Jahreszahl 1780. Die Apostelleuchter sind mit den Attributen der Apostel versehen.

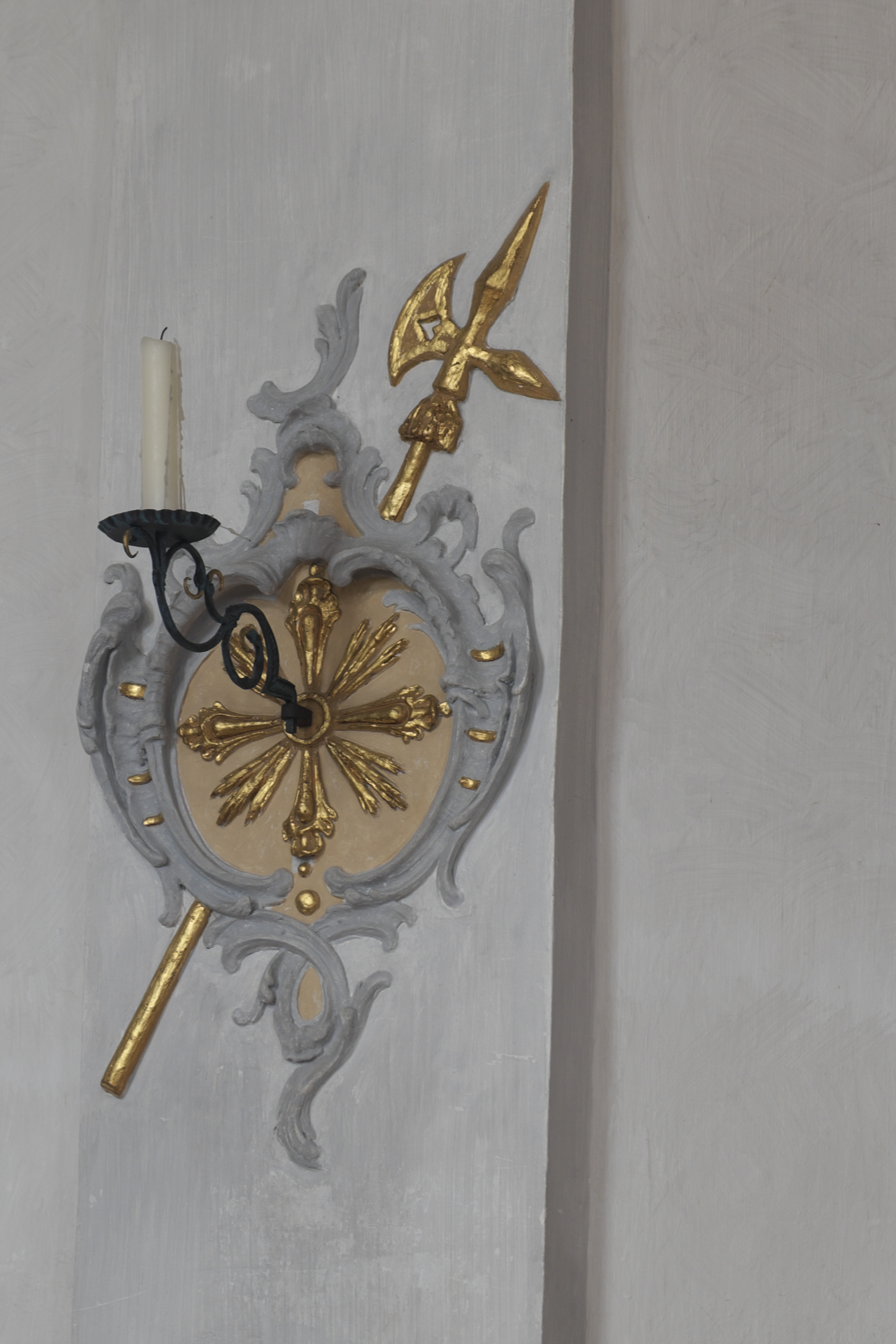
Apostelleuchter
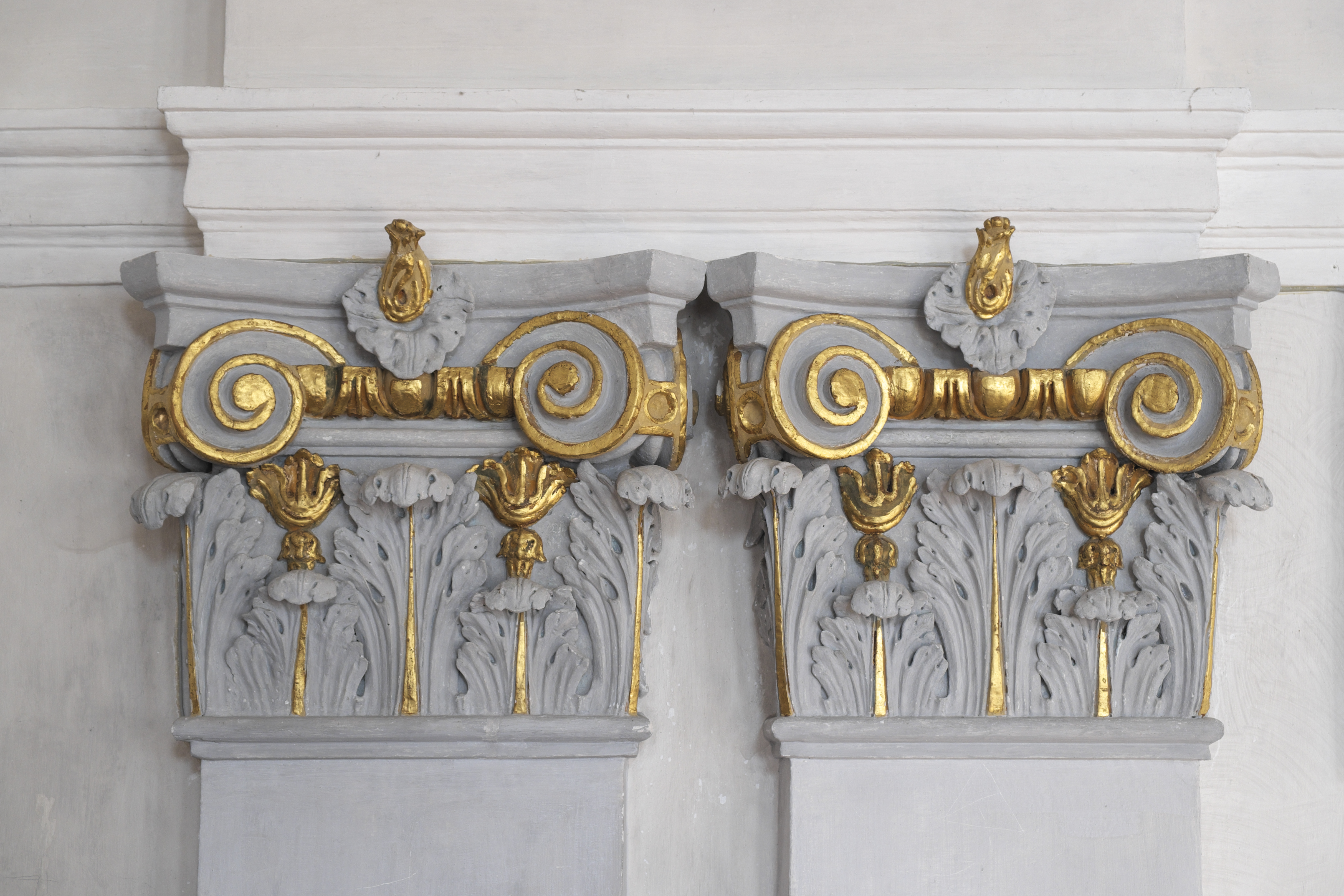
Kapitelle
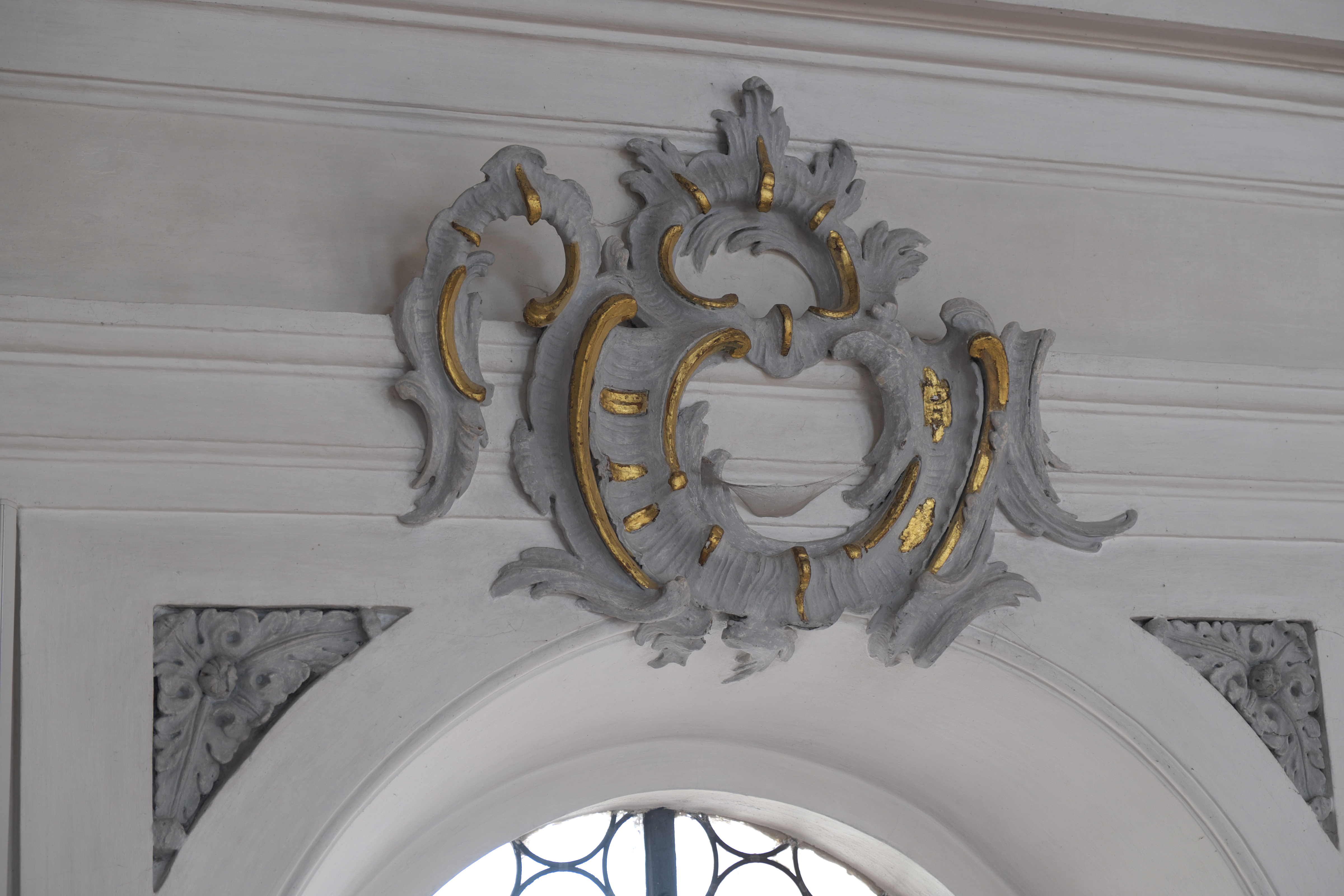
Rocaillekartusche
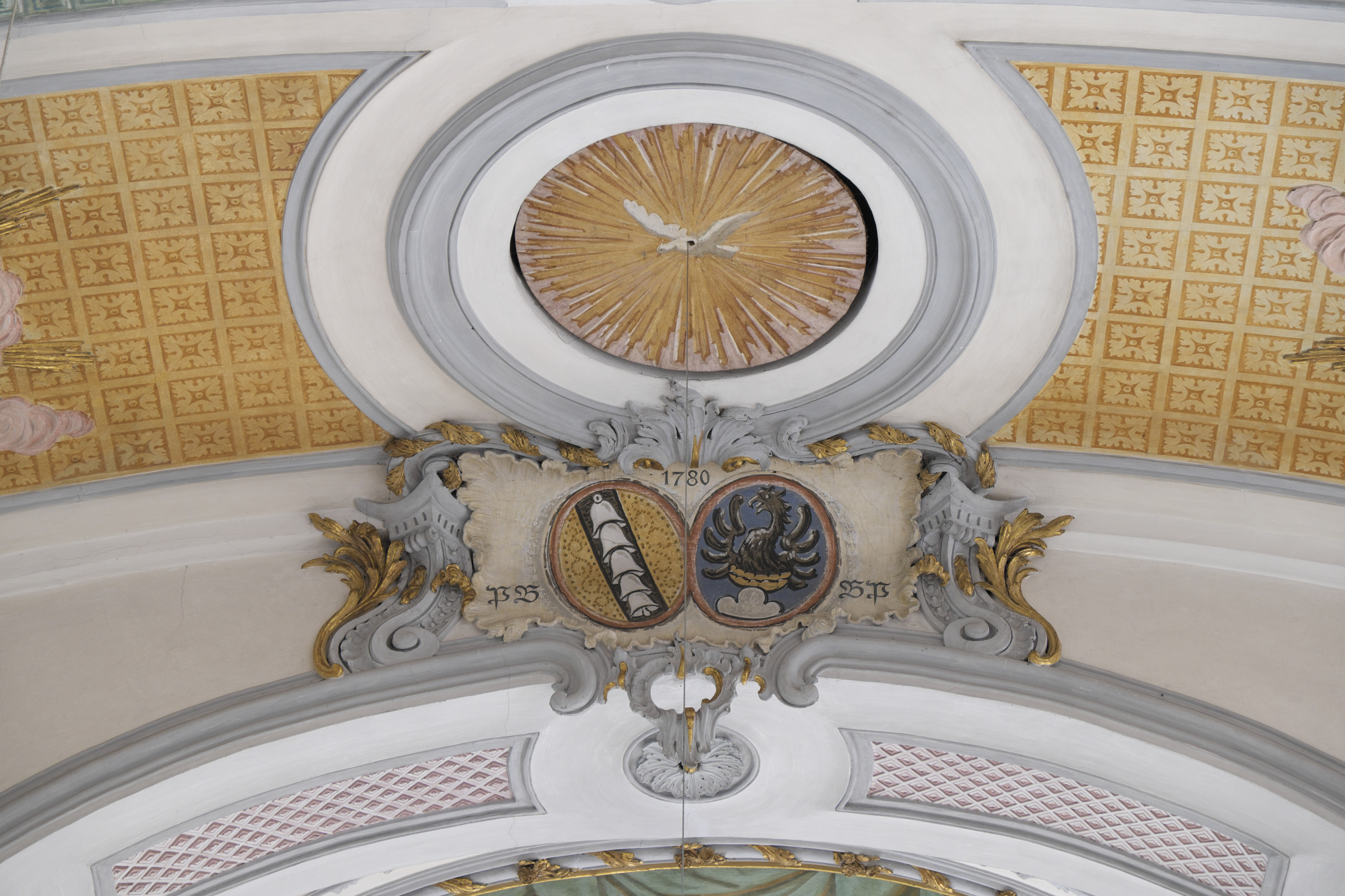
Chorbogen mit Wappen

## Deckenmalerei
Die Deckenmalereien sind signiert und wurden 1803 von Sebastian Jaud ausgeführt. Sie wurden 1882 übermalt und 1924/25 wieder freigelegt. Im Langhaus ist der heilige Leonhard mit der Ansicht von Reichling und den Porträts der Stifter der um 1800 ergänzten Kirchenausstattung dargestellt. Im Chor sieht man den Schutzpatron der Kirche, den heiligen Nikolaus, der die drei armen Schwestern mit drei goldenen Kugeln beschenkt. Bei der Restaurierung wurde der Heilige mit der Figur am Fenster vertauscht und fälschlicherweise im Zimmer mit den jungen Frauen dargestellt.
Das Deckengemälde über der Empore mit der Darstellung König Davids, der die Harfe spielt, und die Kirchenväter in den seitlichen Kartuschen wurden 1924/25 durch Jakob Huwyler (Sohn) ausgeführt. Die Gurtbögen und die Gewölbefelder über der Empore und vor dem Chor sind mit Brokatmalerei verziert.

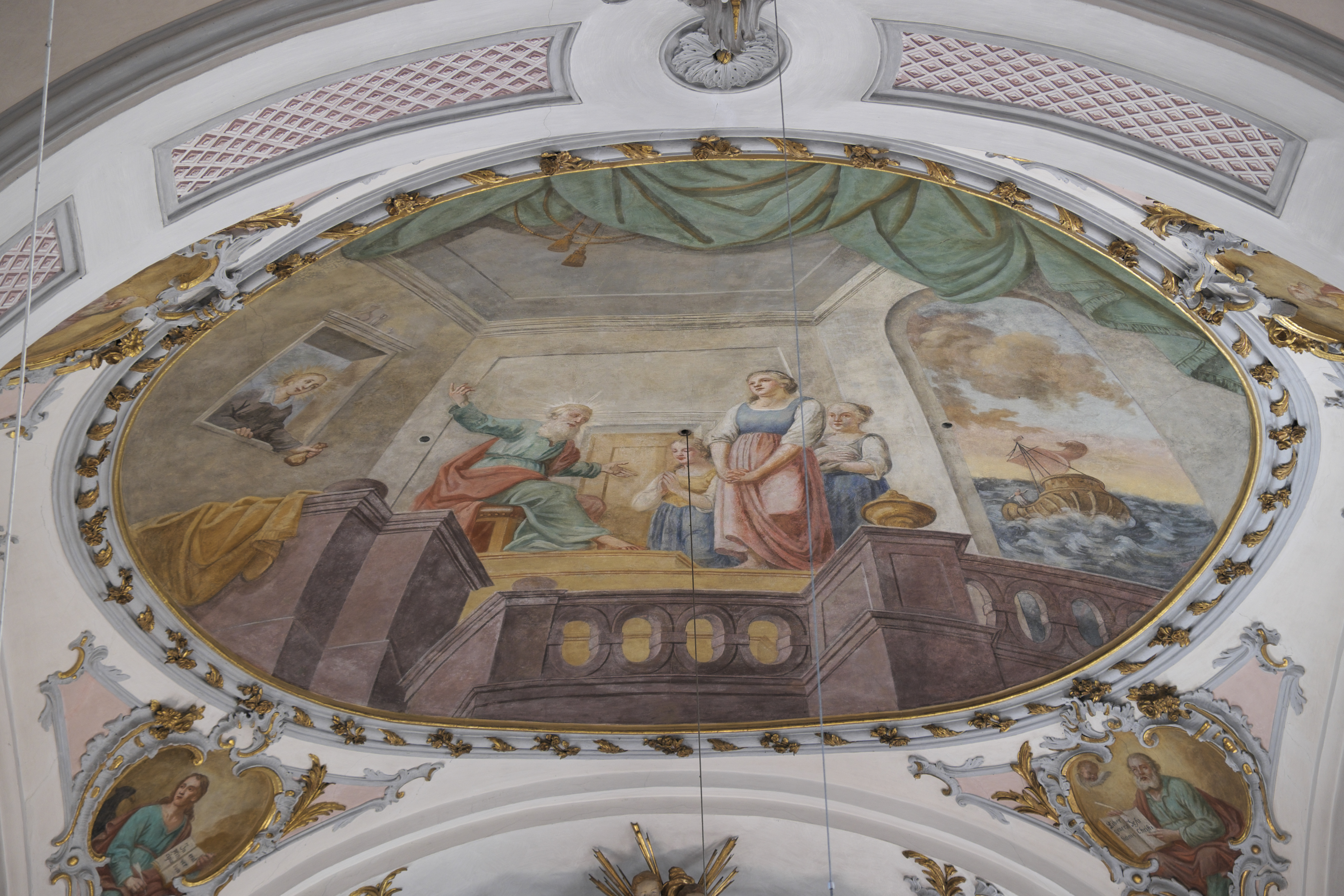
Deckengemälde im Chor, heiliger Nikolaus
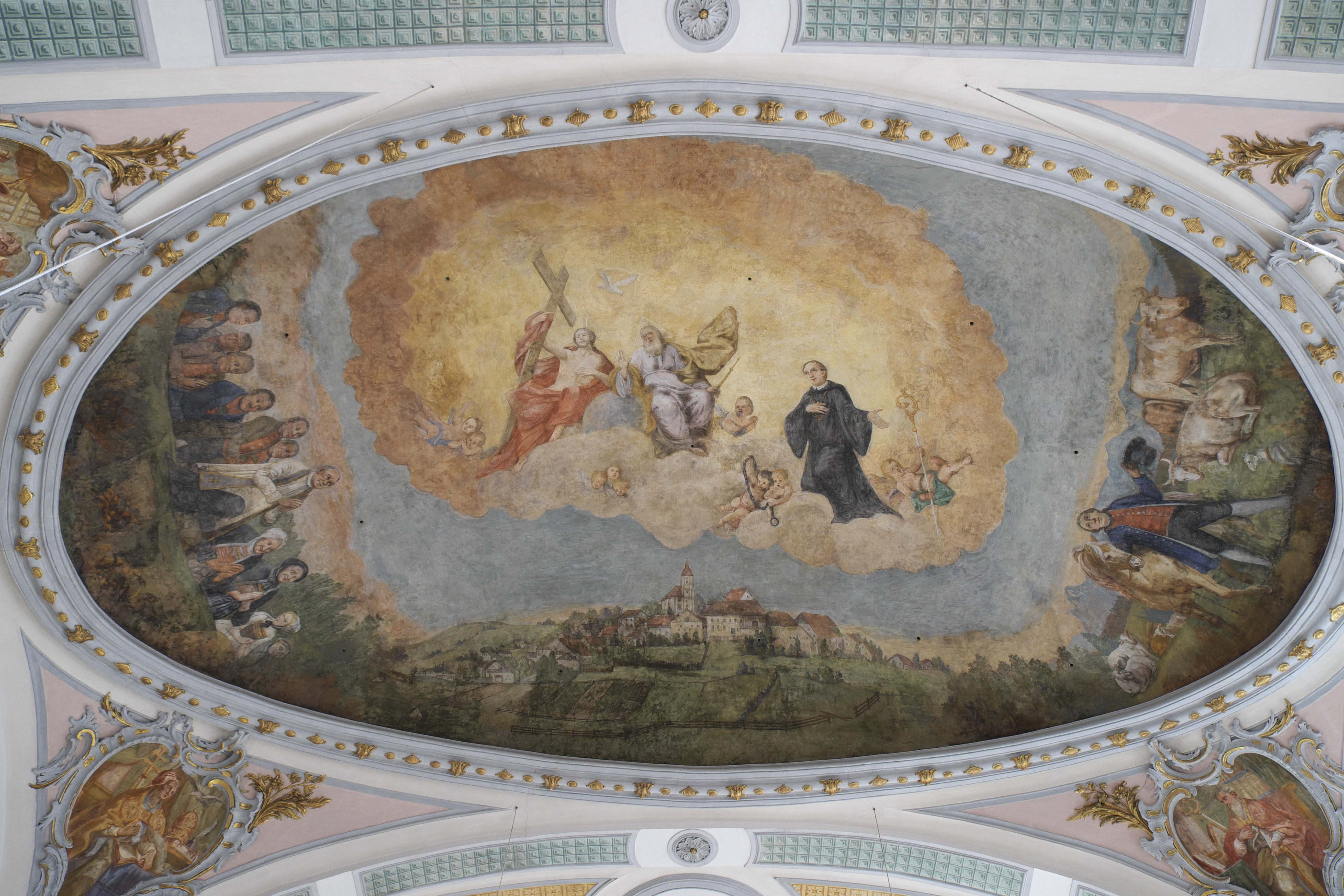
Deckengemälde im Langhaus, heiliger Leonhard
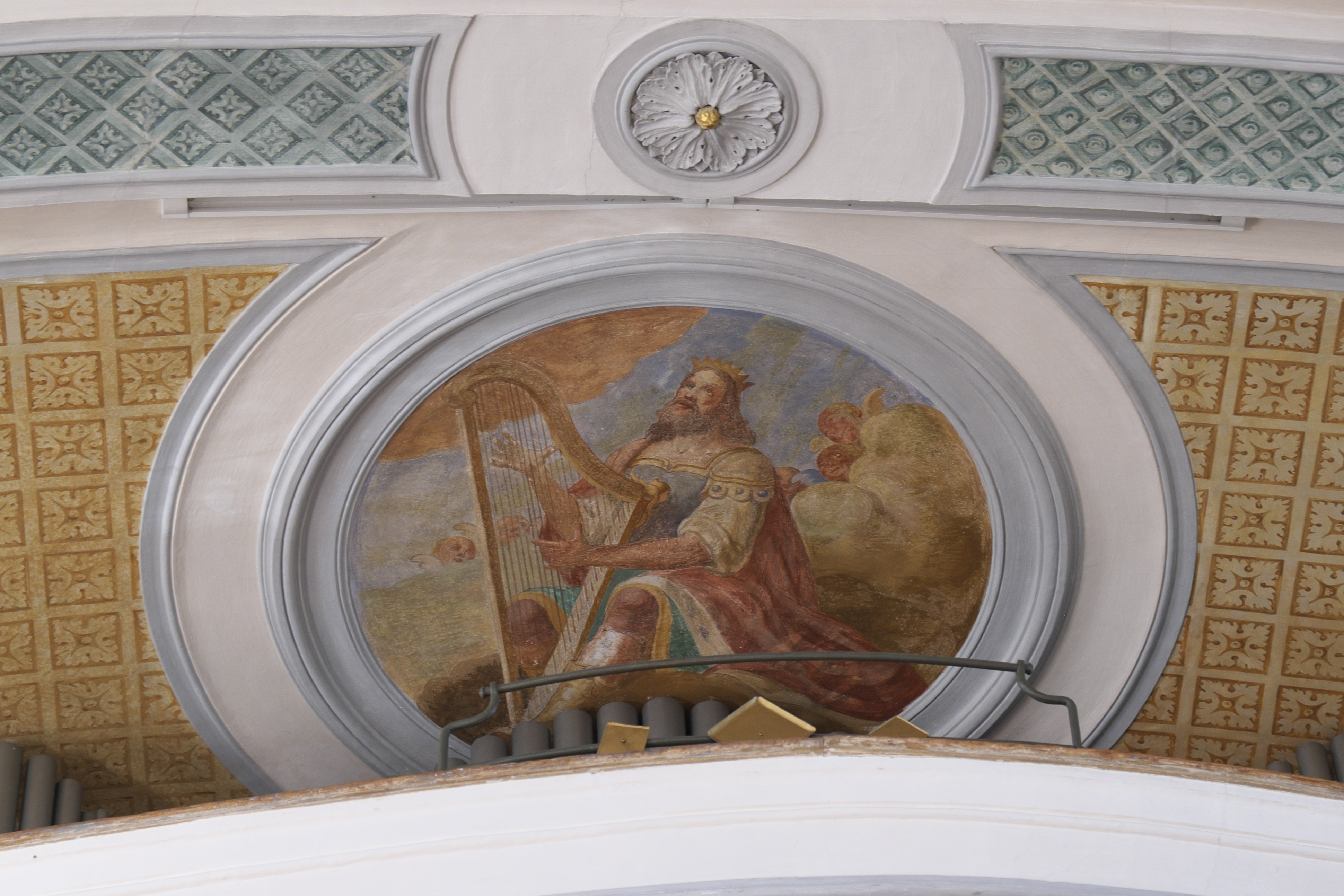
Deckengemälde über der Empore, König David
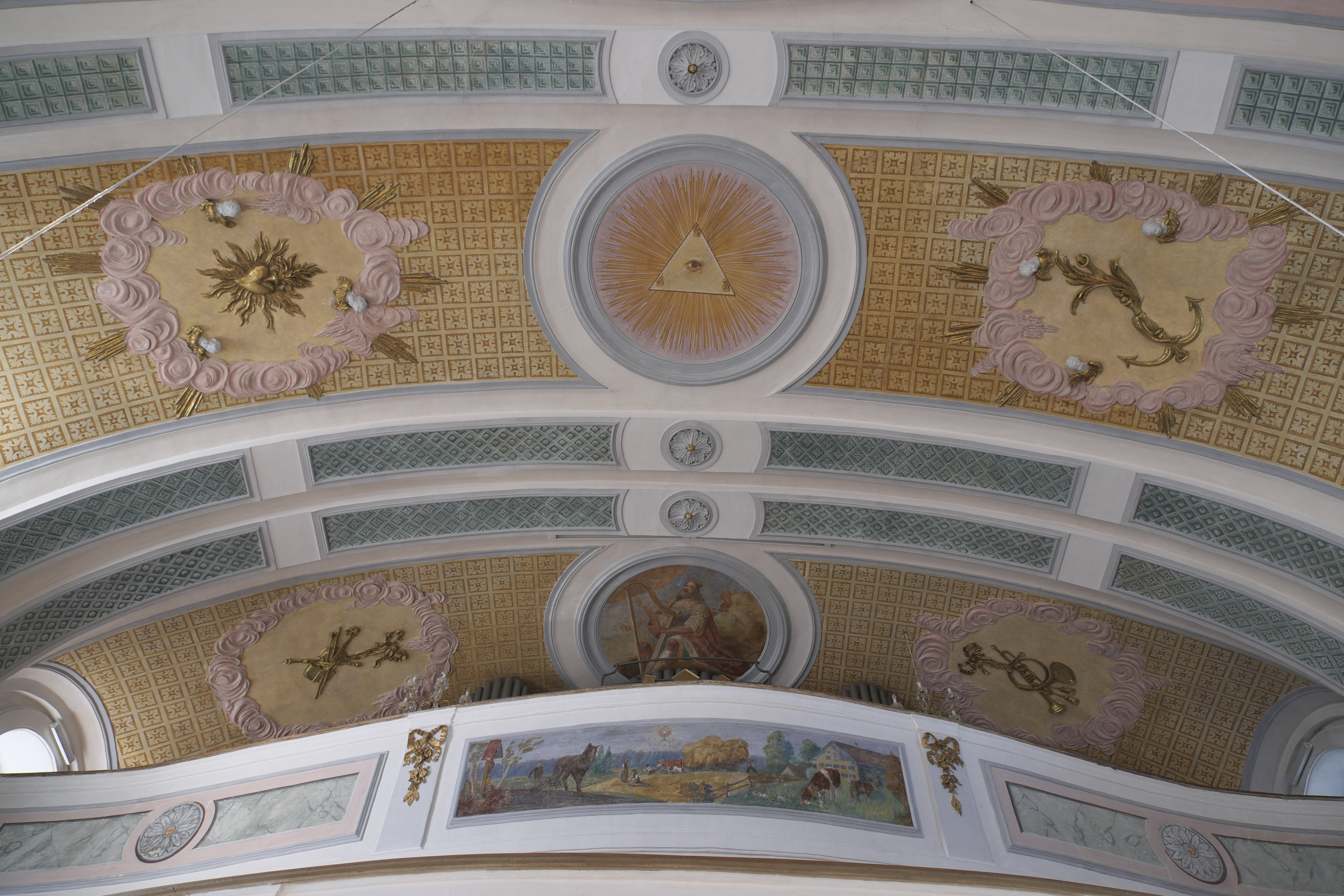
Brokatmalerei

## Ausstattung

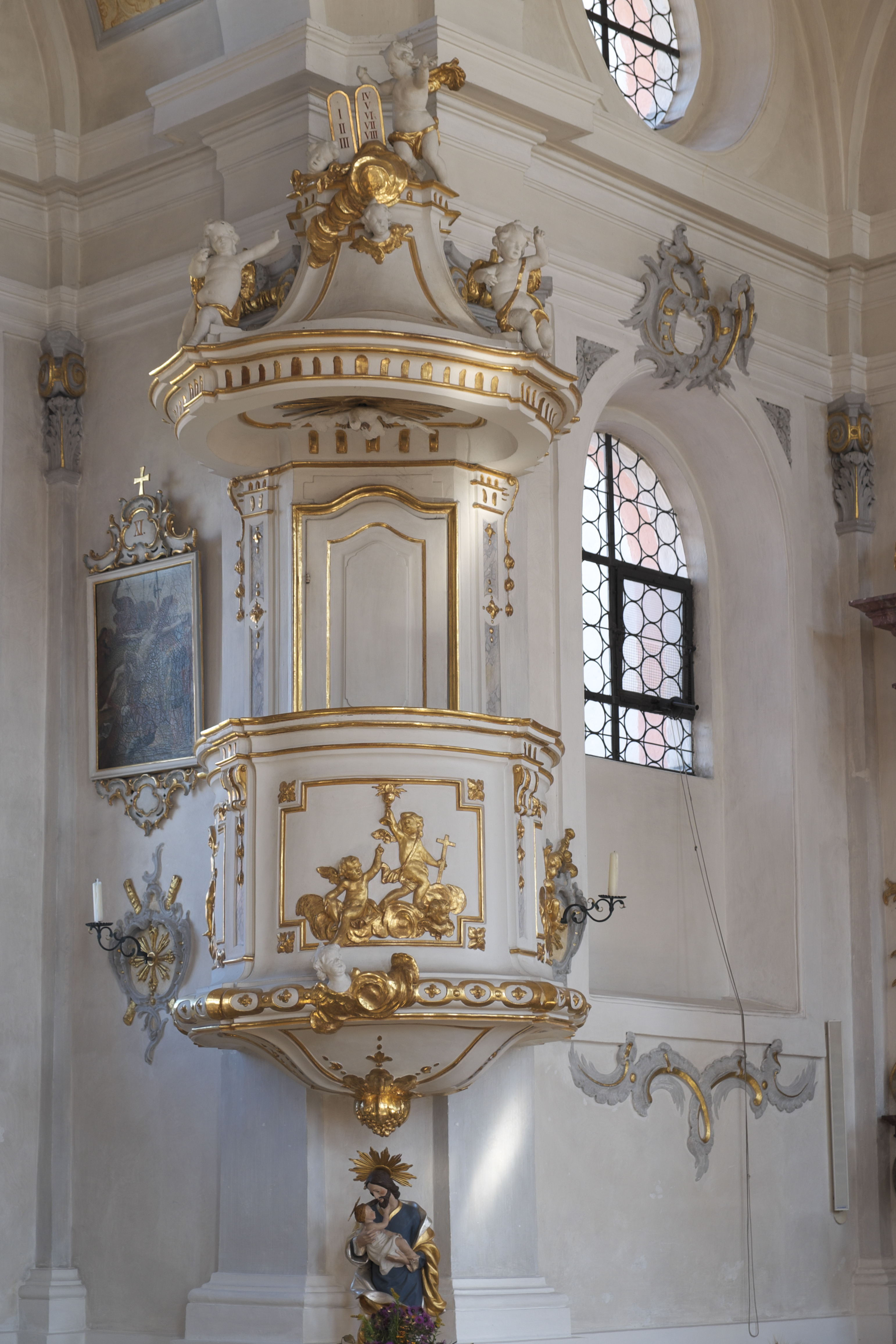
Kanzel

- Der viersäulige Hochaltar aus Stuckmarmor, eine Arbeit von 1793, wird dem Wessobrunner Stuckateur Thomas Schaidhauf zugeschrieben. Das Altarblatt mit der Signatur von Sebastian Jaud stellt den heiligen Nikolaus dar, der vor einer Madonna mit Kind kniet. Auf den seitlichen Durchgängen stehen die Pestheiligen, der heilige Sebastian und der heilige Rochus von Montpellier.
- In den Rundbogennischen der marmorierten Seitenaltäre stehen die in Gold und Silber gefassten Figuren der Muttergottes und des Guten Hirten. In den Rundmedaillons der Auszüge sind auf der linken Seite Maria Magdalena dargestellt und auf der rechten Seite der heilige Antonius von Padua mit dem Jesuskind.
- Die beiden Altäre der querhausähnlichen Ausbuchtungen sind ebenso prächtig wie der Hochaltar gestaltet. Die spätgotischen Holzskulpturen, das Kruzifix im nördlichen Altar und die Figur des heiligen Leonhard am südlichen Altar, stammen aus dem frühen 16. Jahrhundert.
- Von 1793 stammt das in Weiß und Gold gefasste Chorgestühl.
- Zur Ausstattung aus der Bauzeit der Kirche gehört auch die weiß gefasste Kanzel im Stil des späten Rokoko. Der Kanzelkorb ist mit vergoldeten Puttenreliefs verziert, den Schalldeckel bekrönen die Gesetzestafeln.
- Die 14 Gemälde der Kreuzwegstationen wurden vermutlich von Sebastian Jaud gemalt und sind in Rokokorahmen gefasst.
- Die Bilder an den Emporenbrüstungen und die Wundersame Brotvermehrung über der Tür zur Sakristei wurden von Jakob Huwyler (Sohn) gemalt.
- Die Orgel mit 20 Registern auf zwei Manualen und Pedal wurde 2019 durch die Werkstatt Heiß Orgelbau aus Vöhringen errichtet und ersetzt ein Vorgängerinstrument der Firma Carl Schuster aus dem Jahr 1938.[2][3]

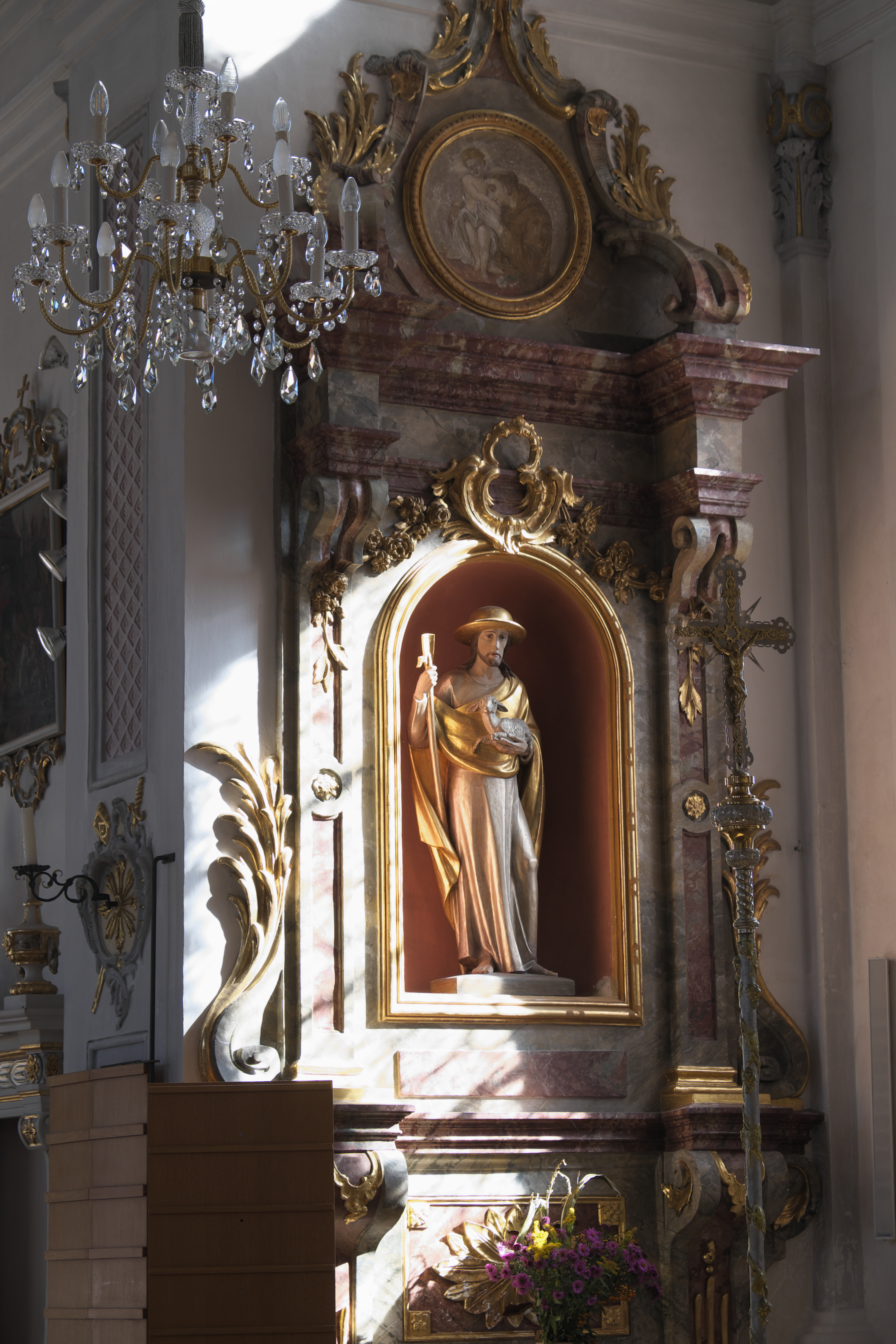
Guter Hirte am südlichen Seitenaltar
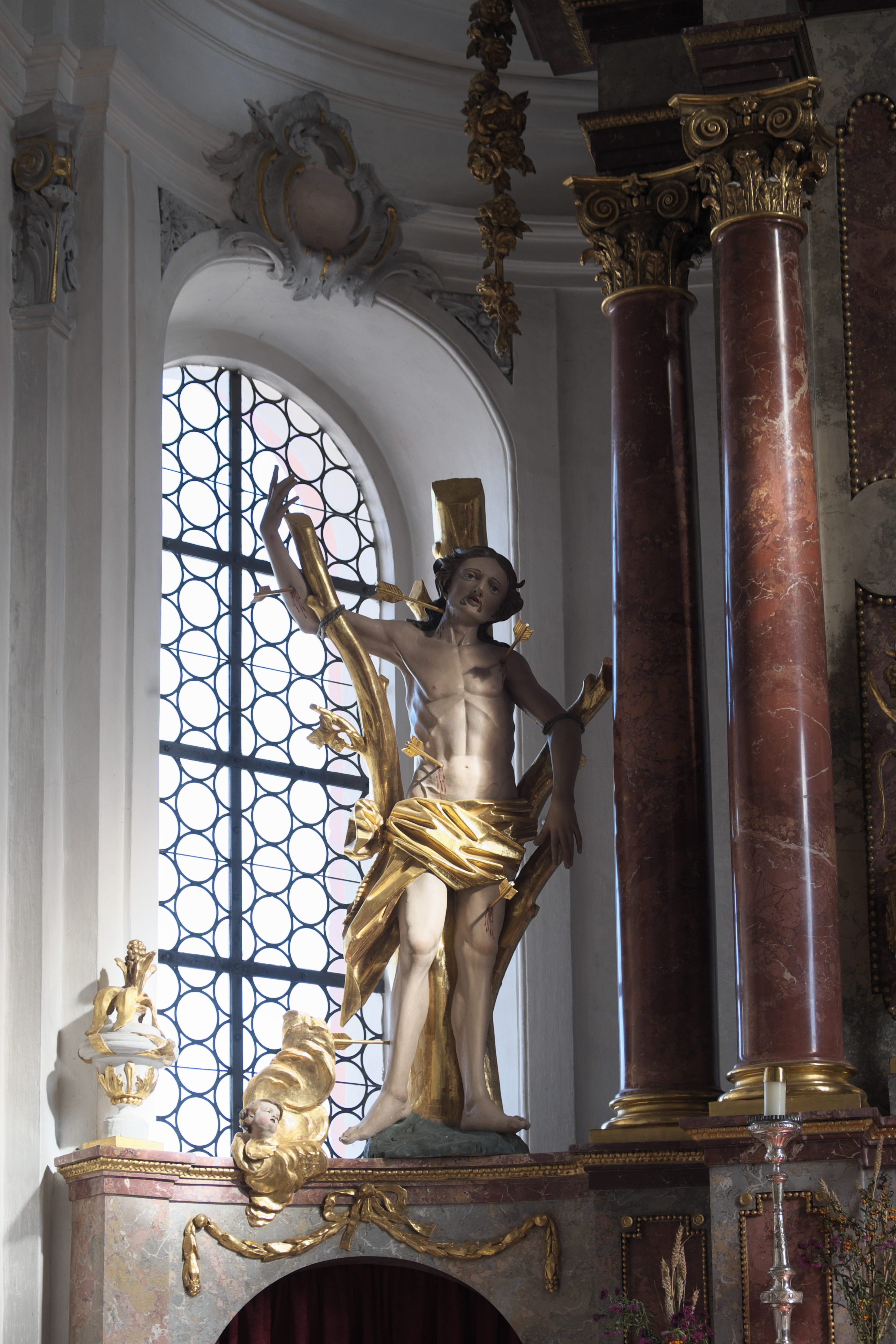
Heiliger Sebastian am Hochaltar
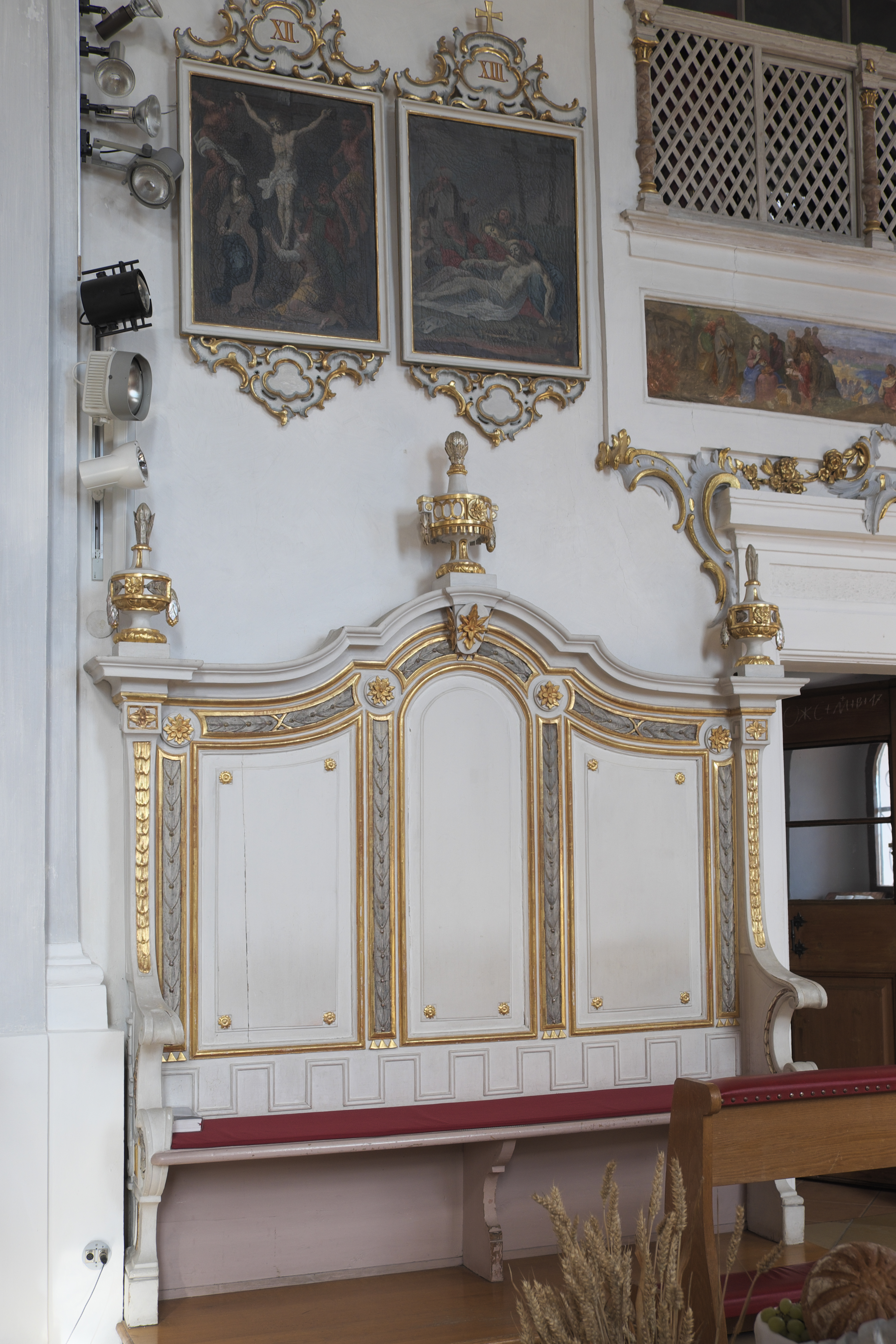
Chorgestühl

## Sandsteingrabstein
Neben dem südlichen Vorzeichen ist ein mit einem Relief verzierter Grabstein aus Sandstein in die Außenmauer eingelassen. Auftraggeber war Leonhard II. Hirschauer, der von 1562 bis 1571 Abt des Benediktinerklosters Wessobrunn war und der den Grabstein zum Gedenken an seine verstorbenen Eltern anfertigen ließ.